# Expressway 1 (Südkorea)
Der Expressway 1 (englisch für ‚Schnellstraße 1‘) ist eine Autobahn in Südkorea. Sie verläuft von Busan bis in die Hauptstadt Seoul. Sie ist die älteste und wichtigste Autobahn des Landes. Die Autobahn führt entlang der Großstädte Ulsan, Daegu und Daejeon. Die Straße ist 416 Kilometer lang.

## Straßenbeschreibung

### Busan
Die Autobahn beginnt im Norden der Hafenstadt Busan, die 3,6 Millionen Einwohnern hat. Sofort folgt eine Kreuzung mit der Nationalroute 6, einer Schnellstraße die durch den Osten der Stadt bis zum Hafen führt. Die Häfen von Busan zählen zu den viertgrößten der Welt. Die Autobahn von hier besitzt 2 × 3 Fahrstreifen und eine Betondecke. Auf der Nordseite von Busan befindet sich eine Mautstation. Zunächst führt die Autobahn nach Nordwesten. In der Vorstadt Yangsan kreuzt sie den Expressway 551, der zurück nach Busan verläuft. Die Autobahn ist dort achtstreifig ausgebaut und läuft dann durch Gebirge mit Gipfeln bis zu 1.000 Metern Höhe.
Die Autobahn verläuft im Ausbauzustand von sechs Fahrstreifen westlich von Ulsan entlang, einer Stadt mit 1,1 Millionen Einwohnern und Heimat der größten Autofabriken der Welt. Der Expressway 16 verbindet Ulsan mit dem Expressway 1. In Gyeongju, etwa 80 Kilometer nordöstlich von Busan, führt die Autobahn ins Landesinnere nach Westen. Die Autobahn folgt einem schmalen Tal, das von niedrigen bewaldeten Bergen umgeben ist und führt dann in die Stadt Daegu. Die Stadt hat 2,5 Millionen Einwohner und ist die viertgrößte Stadt des Landes.

### Daegu
In Daegu ist der Expressway achtstreifig ausgebaut. Auf der Ostseite der Stadt fügt sich der Expressway 55 von Busan kommend ein und führt dann an der Nordseite von Daegu entlang. Dann folgt ein Autobahnkreuz mit dem Expressway 20, die durch eine bergige Strecke nach Pohang an der Ostküste führt. Die Autobahn überquert den Fluss Geumho zweimal und auf der Westseite von Daegu folgt ein Kreuz mit dem Expressway 55, der in Richtung Chuncheon weiterführt. Im Süden befindet sich ein Kreuz mit dem Expressway 451, welcher eine Verbindung zwischen dem Expressway 45 und dem Expressway 12 gibt. Die Autobahn ist in diesem Bereich achtsstreifig ausgebaut und biegt dann nach Norden ab.
Die Autobahn führt dann in das Tal des Nakdonggang, einem der größeren Flüsse in Südkorea. Es folgt dann die Stadt Gumi mit 375.000 Einwohnern. Danach wird der Fluss Nakdong überquert und nicht viel weiter folgt eine Kreuzung mit dem Expressway 45, einer Nord-Süd-Autobahn von Changwon nach Chungju im Norden und einer alternativen Strecke nach Seoul. Die Autobahn verläuft durch Gimcheon, das Zentrum von Südkorea, nur noch mit 2 × 3 Fahrstreifen. Dieser Bereich ist recht gebirgig mit engen Tälern und steilen bewaldeten Hängen. Dieser Teil des Expressway 1 ist eine Betonautobahn.

### Daejeon
Die Autobahn führt dann ein Stück nach Westen und dann nach Norden und verläuft bis zum Stadtgebiet von Daejeon, einer Stadt mit 1,4 Millionen Einwohnern und einer der größten Städte des Landes die nicht an der Küste liegt. Auf der Ostseite der Stadt fügt sich der Expressway 35 ein und ist dann ein Teil des Rings von Daejeon. Der Expressway 1 und der Expressway 35 sind dann Teil der nördlichen Ringstraße und mit insgesamt sechs Fahrstreifen ausgebaut. Die Autobahn verläuft etwas höher als die Stadt an einem Hang, weil Daejeon zwischen den Bergen eingekeilt ist. Auf der Nordseite der Stadt ist ein Kreuz mit dem Expressway 251, der den westlichen Ring von Daejeon bildet und eine Verbindung mit dem Expressway 25 darstellt, vorhanden.
Nördlich von Daejeon stehen wieder acht Fahrstreifen zur Verfügung und die Autobahn führt durch ein weites Tal. Etwa 25 Kilometer nördlich von Daejeon endet der Expressway 30, eine Ost-West-Autobahn nach Sangju, einer kleinen Stadt im Osten. Der Expressway 1 läuft von hier aus nach Nordwesten mit 2 × 3 Fahrspuren.
Der Expressway 1 führt dann Richtung der Westküste von Südkorea, aber immer noch im Landesinneren. Cheonan ist ein ziemlich großer Ort mit 600.000 Einwohnern, etwa 80 Kilometer südlich von Seoul. Die Autobahn ist nach einer Kreuzung mit der Expressway 25 wieder achtstreifig. In Pyeongtaek kreuzt sie den Expressway 40, eine Ost-West-Autobahn von den Häfen von Pyeongtaek zum Expressway 35 im Osten. In diesem Bereich gibt es bereits die ersten Vororte von Seoul.

### Seoul
Bei Osan wird der Expressway 400, der an die Südküste von Incheon läuft, gekreuzt. Dann wird der Expressway 50 gekreuzt, eine Ost-West-Autobahn von Incheon nach Gangneung an der Ostküste von Südkorea. Nördlich dieser Kreuzung hat die Autobahn insgesamt zehn Fahrstreifen. Es folgt eine der größten Mautstellen von Südkorea mit 30 Mautstellen. Entlang der Autobahn sind viele Hochhäuser, obwohl man noch 30 Kilometer vom Zentrum von Seoul entfernt ist. Bei Pangyo überquert man den Expressway 100, die Umgehungsstraße von Seoul. Die Autobahn ist hier nur achtstreifig ausgebaut.
Zwischen den südlichen Vororten und Seoul liegt ein bewaldeter Bergrücken, der abrupt in das dicht besiedelte Gebiet im Süden von Seoul übergeht. Der Expressway kreuzt hier eine Reihe von breiten Boulevards durch Kleeblätter und die Autobahn führt durch zahlreiche Wohngebiete. Dann verengt sie sich auf 2 × 3 Fahrstreifen. Die Autobahn endet am südlichen Ufer des Han-Flusses an einem Kreuz mit der Stadtautobahn Olympische-Hauptstraße (City-route 88).

## Geschichte
Der Bau der Autobahn begann am 1. Februar 1968 unter Präsident Park. Zwei Jahre später am 7. Juli 1970 wurde die gesamte Autobahn mit 2 × 2 Fahrspuren eröffnet.
| von     | nach    | Länge    | Datum              |
| ------- | ------- | -------- | ------------------ |
| Suwon   | Seoul   | 023,6 km | 21. Dezember 1968  |
| Osan    | Suwon   | 014,2 km | 30. Dezember 1968  |
| Daejeon | Cheonan | 068,0 km | 12. Mai 1969       |
| Cheonan | Osan    | 038,1 km | 29. September 1968 |
| Busan   | Daegu   | 122,1 km | 19. Dezember 1969  |
| Daegu   | Deajeon | 149,8 km | 7. Juli 1970       |

## Verkehrsaufkommen
Das Verkehrsaufkommen auf der Autobahn steigt von Süden nach Norden stetig an von 37.000 bis 222.000 Fahrzeuge pro Tag.